# Lefferts Island
Lefferts Island är en ö i Kanada.   Den ligger i territoriet Nunavut, i den östra delen av landet, 2 000 km norr om huvudstaden Ottawa. Arean är 14,2 kvadratkilometer.
Terrängen på Lefferts Island är mycket platt. Öns högsta punkt är 42 meter över havet. Den sträcker sig 3,6 kilometer i nord-sydlig riktning, och 7,0 kilometer i öst-västlig riktning.